# Georges Vinter
Paul Georges Pinvert dit Georges Vinter, né le 1er janvier 1879 à Nancy et mort le 19 juillet 1945 à Saint-Mandé (Val-de-Marne), est un acteur et réalisateur du cinéma muet français.

## Biographie
Il était employé de bureau en 1897 à son départ au service militaire.
Georges Vinter fut notamment créateur du rôle et interprète du très populaire détective Nick Winter, dont le nom fut inspiré de son propre pseudonyme. Cette série produite par la société cinématographique Pathé et réalisée par Paul Garbagni eut un grand succès avant la Première Guerre mondiale. Certains épisodes inclurent la star du burlesque Max Linder, qui affronta son personnage. Celles-ci furent co-réalisées avec ce dernier.
Pendant la Première Guerre mondiale, Paul Georges Pinvert est mobilisé en août 1914 comme caporal dans l'infanterie territoriale. Promu sergent, il sert dans le train des équipages à partir d'avril 1915. Il est démobilisé en janvier 1919.

## Filmographie partielle

### Comme réalisateur
- 1913 : Nick Winter plus fort que Sherlock Holmes , coréalisé avec Paul Garbagni.
- 1913 : Comoara furata (Roumanie).
- 1924 : Le Vert galant, assistant-réalisateur de René Leprince.
- 1926 : Titi premier, roi des gosses, assistant-réalisateur de René Leprince.
- 1927 : Belphégor, assistant-réalisateur de Henri Desfontaines.
- 1927 : La última cita (Espagne), coréalisé avec Francisco Gargallo.
- 1928 : La tía Ramona (Portugal).
- 1931 : Méphisto, coréalisé avec Henri Debain. Avec Jean Gabin et René Navarre.

### Comme acteur
- 1906 : Le Tour du monde d'un policier, de Charles-Lucien Lépine
- 1906 : Aladin ou la Lampe merveilleuse, d'Albert Capellani
- 1910 : Nick Winter, l'adroit détective, de Paul Garbagni
- 1910 : Nick Winter et le perroquet de Mademoiselle Durand, de Paul Garbagni
- 1910 : Le Flair de Nick Winter, de Paul Garbagni
- 1910 : Ciblomanie réalisateur inconnu (film produit par Pathé)
- 1910 : L'Aéroplane de Fouinard d'Alfred Machin (film produit par Pathé)
- 1910 : Bidouillard assassin, de Camille de Morlhon
- 1911 : Fouinard fait des conquêtes, d'Alfred Machin
- 1911 : Fouinard est joyeux, d'Alfred Machin
- 1911 : Comment Fouinard devient champion, d'Alfred Machin
- 1911 : Nick Winter et le courrier diplomatique, de Paul Garbagni
- 1911 : Nick Winter et le rapt de Mademoiselle Werner, de Paul Garbagni
- 1911 : Nick Winter et le vol de la Joconde, de Paul Garbagni et Gérard Bourgeois
- 1911 : Nick Winter et les vols de Primrose, réalisateur inconnu (film produit par Pathé)
- 1911 : Nick Winter et les faux-monnoyeurs, réalisateur inconnu (film produit par Pathé)
- 1911 : Nick Winter : le pickpocket mystifié, de Paul Garbagni
- 1911 : Nick Winter et le parfum révélateur, de Paul Garbagni
- 1911 : Les Ruses de Nick Winter, réalisateur inconnu (film produit par Pathé)
- 1911 : Un élève de Nick Winter, réalisateur inconnu (film produit par Pathé)
- 1911 : Nick Winter et l'affaire du Célébric Hôtel, de Gérard Bourgeois
- 1911 : Nick Winter contre Nick Winter, de Gérard Bourgeois
- 1911 : Dick Johnson, le voleur gentleman contre Nick Winter, de Paul Garbagni
- 1911 : Nick Winter, la voleuse et le somnambule, réalisateur inconnu (film produit par Pathé)
- 1911 : Le Songe de Nick Winter, de Gérard Bourgeois
- 1911 : Comment Nick Winter connut les courses, réalisateur inconnu (film produit par Pathé)
- 1911 : Le Roman d'une pauvre fille, de Gérard Bourgeois
- 1912 : Nick Winter contre le banquier Werb, de Paul Garbagni
- 1912 : Nick Winter et le mariage de Miss Woodman, de Paul Garbagni
- 1912 : La Résurrection de Nick Winter, de Paul Garbagni
- 1912 : Little Moritz élève de Nick Winter, de Paul Garbagni
- 1912 : Max Linder contre Nick Winter, coréalisé par Paul Garbagni et Max Linder
- 1912 : L'Ange du foyer, coréalisé par Paul Garbagni et Max Linder
- 1912 : Nat Pinkerton contre tous, de Pierre Bressol
- 1912 : Le Premier Duel de Fouinard, de Henri Gambart
- 1912 : Le Fluide de Fouinard, de Henri Gambart
- 1912 : Fouinard va dans le monde, de Henri Gambart
- 1912 : Fouinard n'est pas syndicaliste, de Henri Gambart
- 1913 : Nick Winter et les as de trèfle, de Paul Garbagni
- 1913 : Plus fort que Sherlock Holmes, de Paul Garbagni
- 1913 : The Mystery of the Thoroughbred, de Paul Garbagni
- 1913 : Encore Nick Winter !, de Paul Garbagni
- 1913 : Nick Winter et le Mystère de la Tamise, de Paul Garbagni
- 1913 : Nick Winter et l'Énigme du lac Némi, de Paul Garbagni
- 1913 : Nick Winter et le Professeur Mystère, de Paul Garbagni
- 1913 : Ténèbres, de Paul Garbagni
- 1914 : The Phantom Thief, de Paul Garbagni
- 1914 : Nick Winter et le Prince perdu, de Paul Garbagni
- 1914 : Nick Winter et la Grotte mystérieuse, de Paul Garbagni
- 1914 : Nick Winter et la Parure d'opale, de Paul Garbagni
- 1914 : Nick Winter et l'Homme au masque, de Paul Garbagni
- 1914 : L'Endormeuse, auteur inconnu
- 1919 : Tenebras, de Félix Léonnec et Louis Paglieri
- 1920 : Nick Winter, le secret d'Argeville, de Paul Garbagni
- 1920 : Nick Winter négy új kalandja, (Hongrie), de Paul Garbagni
- 1920 : Nick Winter et la Boucle énigmatique, de Maurice Maître
- 1921 : Nick Winter et ses aventures, auteur inconnu
- 1929 : Trois jeunes filles nues, de Robert Boudrioz